# お願い魅惑のターゲット
「お願い魅惑のターゲット」（おねがいみわくのターゲット）は当時、ハロー!プロジェクトに属していたメロン記念日のシングル。2006年6月10日にインディーズ盤1枚目のシングル、2007年9月5日にメジャー盤16枚目のシングルが発売された。

## リリース形態

### インディーズ盤
2006年開催「メロン記念日コンサート2006『MEL-ON TARGET』」公演初日に「お願い魅惑のターゲット/Crazy Happy!」の両A面シングルとして、インディーズ盤でリリース。後のライブツアーでも販売された。
インディーズ盤CDは既に発売されていないが、「お願い魅惑のターゲット（インディーズ版）」が『FRUITY KILLER TUNE』、「Crazy Happy!」が『URA MELON』と、それぞれベスト・アルバムに収録された。

### メジャー盤
2007年「お願い魅惑のターゲット」としてリミックス・新録テイクを収録したメジャー盤がリリースされた。

## ミュージック・ビデオ
インディーズ盤ではライブ映像を使用した内容。メジャー盤（オリジナルnew ver.）ではサングラスをかけた黒人男性4人が当曲のエアボーカルをしながら公園で踊っている内容。メンバーは出演していない。

## ディスクジャケット
メジャー盤では前述のサングラスをかけた黒人男性4人のジャケットがファースト・プレス、メロン記念日のジャケット写真がセカンド・プレスとなっている。

## キャンペーン
上記のエアボーカルのミュージック・ビデオから、Yahoo!ビデオキャストとのコラボレーション企画として『メロン記念日「お願い魅惑のターゲット」エアボーカル選手権』が開催された。

## 収録曲

### インディーズ盤
編曲：宮永治郎
1. お願い魅惑のターゲット
作詞：上田ケンジ　作曲：田中秀典
2. Crazy Happy!
作詞・すやまちえこ　作曲：吉田勝弥
3. お願い魅惑のターゲット（Instrumental)
4. Crazy Happy!（Instrumental)

### メジャー盤
1. お願い魅惑のターゲット 〜マンゴープリン Mix〜
リミックス：たいせい
2. お願い魅惑のターゲット オリジナルnew ver.
テレビ東京系「音流〜On Ryu〜」エンディングテーマ曲
3. お願い魅惑のターゲット オリジナルnew ver.（Instrumental）

## カバー
収録作品は初出のみ記載する。
- アップアップガールズ（仮） - シングル「Going my ↑」のカップリング曲[3]。